# Luciano Pacomio

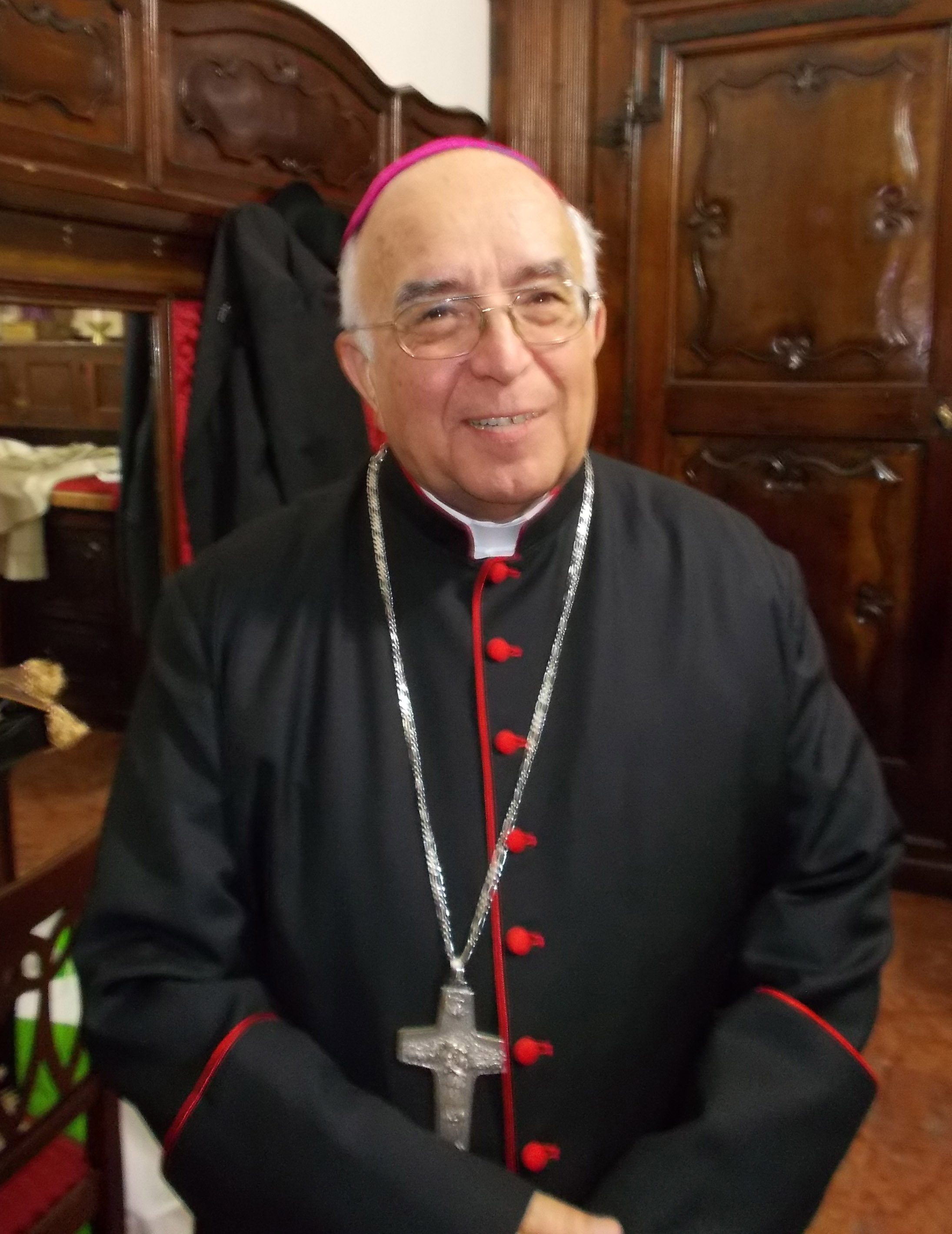
Bischof Luciano Pacomio, 11. November 2017

Bischofswappen von Luciano Pacomio

Luciano Pacomio (* 4. November 1941 in Villanova Monferrato, Provinz Alessandria, Italien) ist ein italienischer Geistlicher und emeritierter römisch-katholischer Bischof von Mondovì.

## Leben
Luciano Pacomio empfing am 29. Juni 1965 das Sakrament der Priesterweihe. An der Päpstlichen Universität Gregoriana in Rom erwarb er ein Lizenziat im Fach Katholische Theologie und an der Päpstlichen Lateranuniversität wurde er zum Doktor der Theologie promoviert. 1971 erwarb Luciano Pacomio am Päpstlichen Bibelinstitut ein Lizenziat im Fach Bibelwissenschaften. 1972 wurde er an der Universität Turin im Fach Philosophie promoviert.
Von 1972 bis 1978 war Luciano Pacomio Regens des Interdiözesanen Priesterseminars in Vercelli. 1984 wurde er Rektor des Almo Collegio Capranica in Rom. Zudem wurde Pacomio Kanoniker an der Patriarchalbasilika Santa Maria Maggiore und Mitglied des Priesterrates des Bistums Rom. Außerdem war er Professor an der Päpstlichen Universität Urbaniana.
Am 3. Dezember 1996 ernannte ihn Papst Johannes Paul II. zum Bischof von Mondovì. Papst Johannes Paul II. spendete ihm am 6. Januar 1997 im Petersdom die Bischofsweihe; Mitkonsekratoren waren der Offizial im Staatssekretariat des Heiligen Stuhls, Kurienerzbischof Giovanni Battista Re, und der Sekretär der Kongregation für die orientalischen Kirchen, Kurienerzbischof Miroslaw Marusyn. Die Amtseinführung erfolgte am 2. Februar 1997.
Papst Franziskus nahm am 29. September 2017 seinen altersbedingten Rücktritt an.